# 35350 Lespaul
35350 Lespaul este un asteroid din centura principală de asteroizi.

## Descriere
35350 Lespaul este un asteroid din centura principală de asteroizi. A fost descoperit pe 8 iunie 1997 la Observatorul La Silla de Eric Walter Elst. Asteroidul prezintă o orbită caracterizată de o semiaxă mare de 3,20 ua, o excentricitate de 0,12 și o înclinație de 5,1° în raport cu ecliptica.